# HNK Vukovar '91
O HNK Vukovar '91 foi um clube de futebol croata sediado no porto fluvial de Vukovar.
Sob o nome de NK Vukovar '91, o clube foi fundado em Zagreb por refugiados de Vukovar durante a Guerra de Independência da Croácia. Em 1992, o recém fundado Vukovar '91 fundiu-se com o NK Sloga, tradicional clube de futebol de Vukovar.
O maior sucesso do clube foi a conquista da segunda divisão croata (ou Druga Liga)na temporada 1998–99, que lhes rendeu promoção para a Prva HNL. A equipe resistiu na primeira divisão por apenas uma temporada e foi rebaixados após terminar na última posição.
Na temporada 2001-02, a equipe terminou em primeiro lugar na Divisão Norte da Druga HNL, mas acabou derrotado pelo Šibenik no play-off de promoção em dois jogos. Na temporada 2007-08, o time foi rebaixado da Druga HNL, mas conseguiu voltar do terceiro escalão do futebol croata já na temporada seguinte. Seu terceiro período na Druga HNL não durou muito, pois a equipe foi rebaixada mais uma vez ao final da temporada 2010-11.
Em janeiro de 2012, o clube abandonou a Treća HNL Leste devido a dificuldades financeiras. Em 8 de fevereiro de 2012, foi anunciado que o clube foi oficialmente dissolvido devido às altas dívidas. No verão de 2012, foi formado um novo clube com o nome HNK Vukovar 1991.

## Temporadas
| Temporada | Liga | Liga | Liga | Liga | Liga | Liga | Liga | Liga | Liga | Copa | Artilheiro | Artilheiro |
| Temporada | Divisão | J | V | E | D | GP | GC | Pts. | Pos. | Copa | Jogador | Gols |
| --------- | --- | --- | --- | --- | --- | --- | --- | --- | --- | --- | --- | --- |
| 1992      | | | | | | | | | | | | |
| 1992–93   | | | | | | | | | | | | |
| 1993–94   | | | | | | | | | | | | |
| 1994–95   | | | | | | | | | | | | |
| 1995–96   | O clube paralisou suas atividades devido à reintegração de Podunavlje após a Guerra de Independência da Croácia | O clube paralisou suas atividades devido à reintegração de Podunavlje após a Guerra de Independência da Croácia | O clube paralisou suas atividades devido à reintegração de Podunavlje após a Guerra de Independência da Croácia | O clube paralisou suas atividades devido à reintegração de Podunavlje após a Guerra de Independência da Croácia | O clube paralisou suas atividades devido à reintegração de Podunavlje após a Guerra de Independência da Croácia | O clube paralisou suas atividades devido à reintegração de Podunavlje após a Guerra de Independência da Croácia | O clube paralisou suas atividades devido à reintegração de Podunavlje após a Guerra de Independência da Croácia | O clube paralisou suas atividades devido à reintegração de Podunavlje após a Guerra de Independência da Croácia | O clube paralisou suas atividades devido à reintegração de Podunavlje após a Guerra de Independência da Croácia | O clube paralisou suas atividades devido à reintegração de Podunavlje após a Guerra de Independência da Croácia | O clube paralisou suas atividades devido à reintegração de Podunavlje após a Guerra de Independência da Croácia | O clube paralisou suas atividades devido à reintegração de Podunavlje após a Guerra de Independência da Croácia |
| 1996–97   | O clube paralisou suas atividades devido à reintegração de Podunavlje após a Guerra de Independência da Croácia | O clube paralisou suas atividades devido à reintegração de Podunavlje após a Guerra de Independência da Croácia | O clube paralisou suas atividades devido à reintegração de Podunavlje após a Guerra de Independência da Croácia | O clube paralisou suas atividades devido à reintegração de Podunavlje após a Guerra de Independência da Croácia | O clube paralisou suas atividades devido à reintegração de Podunavlje após a Guerra de Independência da Croácia | O clube paralisou suas atividades devido à reintegração de Podunavlje após a Guerra de Independência da Croácia | O clube paralisou suas atividades devido à reintegração de Podunavlje após a Guerra de Independência da Croácia | O clube paralisou suas atividades devido à reintegração de Podunavlje após a Guerra de Independência da Croácia | O clube paralisou suas atividades devido à reintegração de Podunavlje após a Guerra de Independência da Croácia | O clube paralisou suas atividades devido à reintegração de Podunavlje após a Guerra de Independência da Croácia | O clube paralisou suas atividades devido à reintegração de Podunavlje após a Guerra de Independência da Croácia | O clube paralisou suas atividades devido à reintegração de Podunavlje após a Guerra de Independência da Croácia |
| 1997–98   | O clube paralisou suas atividades devido à reintegração de Podunavlje após a Guerra de Independência da Croácia | O clube paralisou suas atividades devido à reintegração de Podunavlje após a Guerra de Independência da Croácia | O clube paralisou suas atividades devido à reintegração de Podunavlje após a Guerra de Independência da Croácia | O clube paralisou suas atividades devido à reintegração de Podunavlje após a Guerra de Independência da Croácia | O clube paralisou suas atividades devido à reintegração de Podunavlje após a Guerra de Independência da Croácia | O clube paralisou suas atividades devido à reintegração de Podunavlje após a Guerra de Independência da Croácia | O clube paralisou suas atividades devido à reintegração de Podunavlje após a Guerra de Independência da Croácia | O clube paralisou suas atividades devido à reintegração de Podunavlje após a Guerra de Independência da Croácia | O clube paralisou suas atividades devido à reintegração de Podunavlje após a Guerra de Independência da Croácia | O clube paralisou suas atividades devido à reintegração de Podunavlje após a Guerra de Independência da Croácia | O clube paralisou suas atividades devido à reintegração de Podunavlje após a Guerra de Independência da Croácia | O clube paralisou suas atividades devido à reintegração de Podunavlje após a Guerra de Independência da Croácia |
| 1998–99   | 2. HNL | 36 | 22 | 8 | 6 | 69 | 29 | 74 | 1º ↑ | | | |
| 1999–2000 | 1. HNL | 33 | 7 | 9 | 17 | 32 | 56 | 30 | 12º ↓ | R1 | Amarildo Zela                                                                                                   | 10 |
| 2000–01   | 2. HNL | 34 | 13 | 5 | 16 | 56 | 59 | 44 | 12º | PR | | |
| 2001–02   | 2. HNL Norte | 30 | 23 | 2 | 5 | 87 | 30 | 71 | 1º | R1 | Danijel Popović                                                                                                 | 22 |
| 2002–03   | 2. HNL Norte | 32 | 11 | 8 | 13 | 47 | 49 | 41 | 9º | | | |
| 2003–04   | 2. HNL North | 32 | 14 | 5 | 13 | 45 | 54 | 47 | 4º | R1 | | |
| 2004–05   | 2. HNL Norte | 32 | 10 | 9 | 13 | 37 | 46 | 39 | 10º | | Krunoslav Đerđ                                                                                                  | 6 |
| 2005–06   | 2. HNL Norte | 32 | 13 | 5 | 14 | 41 | 32 | 44 | 6º | R1 | Marko Moravčić                                                                                                  | 9 |
| 2006–07   | 2. HNL | 30 | 9 | 8 | 13 | 40 | 42 | 35 | 9º | R2 | Danijel Pavlin                                                                                                  | 7 |
| 2007–08   | 2. HNL | 30 | 6 | 6 | 18 | 29 | 53 | 24 | 15º ↓ | | Danijel Spasić                                                                                                  | 7 |
| 2008–09   | 3. HNL Leste | 33 | 17 | 7 | 9 | 52 | 39 | 58 | 4º ↑ | R1 | Danijel Spasić                                                                                                  | 15 |
| 2009–10   | 2. HNL | 26 | 7 | 10 | 9 | 31 | 39 | 31 | 12º | | Danijel Spasić                                                                                                  | 11 |
| 2010–11   | 2. HNL | 30 | 6 | 2 | 22 | 21 | 83 | 20 | 15º ↓ | | Ivica Musa, Marin Vrnoga Gregorio                                                                               | 3 |
| 2011–12   | 3. HNL Leste | 15 | 4 | 3 | 8 | 19 | 28 | 15 | 16º ↓ | | Nenad Erić | 8 |

### Títulos
2ª Divisão Croata: 1998-99 e 2024-25